# Steve May
Stephen Timothy 'Steve' May (sinh năm 1972) là một cựu chính khách từ Arizona, nơi ông phục vụ tại Hạ viện Arizona. Ông công khai đồng tính khi chạy đua và phục vụ trong cơ quan lập pháp. Tuy nhiên, ông đã được gọi lại để làm nhiệm vụ tích cực trong quân đội. Ông đã gây chú ý quốc gia vào năm 1999 khi Quân đội Hoa Kỳ cố gắng trục xuất ông khỏi Cục Dự trữ Quân đội Hoa Kỳ theo luật loại trừ đồng tính được gọi là "không hỏi, không nói" (DADT).

## Tuổi thơ và sự nghiệp
May sinh vào khoảng năm 1972 và lớn lên trong một gia đình Mặc Môn ở Phoenix, Arizona, trong khu vực mà sau này ông đại diện trong cơ quan lập pháp bang. Ông là một hướng đạo sinh. Ông gia nhập Quân đoàn Huấn luyện Sĩ quan Dự bị Hải quân năm 1989 khi 17 tuổi tại Claremont McKenna College và nhận hoa hồng với tư cách là sĩ quan Quân đội Hoa Kỳ năm 1993. Ông phục vụ hai năm rưỡi tại Fort Riley, Kansas. Nhiệm vụ của ông bao gồm quản lý việc hòa nhập phụ nữ vào một trung đội toàn nam. Ông rời quân đội với một sự giải thoát danh dự vào năm 1995. May chạy không thành công cho Nhà vào năm 1996 trước khi giành được một ghế vào năm 1998, với tư cách là đảng Cộng hòa. Ông hoạt động như một người đồng tính nam công khai và đã bảo đảm sự chứng thực của Quỹ Chiến thắng đồng tính nam và đồng tính nữ, một ủy ban hành động chính trị chuyên giúp đỡ các ứng cử viên LGBT công khai vào văn phòng công cộng. Ông và gia đình đã tham gia vào các vụ kiện kéo dài về lợi ích kinh doanh cạnh tranh của họ.